# 法恩斯托克冰川
法恩斯托克冰川（英語：Fahnestock Glacier）是南極洲的冰川，位於瑪麗伯德地，全長60公里，最終注入蘇茲貝格灣，以新罕布什爾大學的研究員命名，現時由南極條約體系管理。